# Dubočica (Czarnogóra)
Dubočica (cyr. Дубочица) – wieś w Czarnogórze, w gminie Pljevlja. W 2011 roku liczyła 11 mieszkańców.